# شیره‌خوار شکم‌زرد
شیره‌خوار شکم‌زرد (نام علمی: Sphyrapicus varius) نام یک گونه از سرده شیره‌خوار است.

## نگارخانه

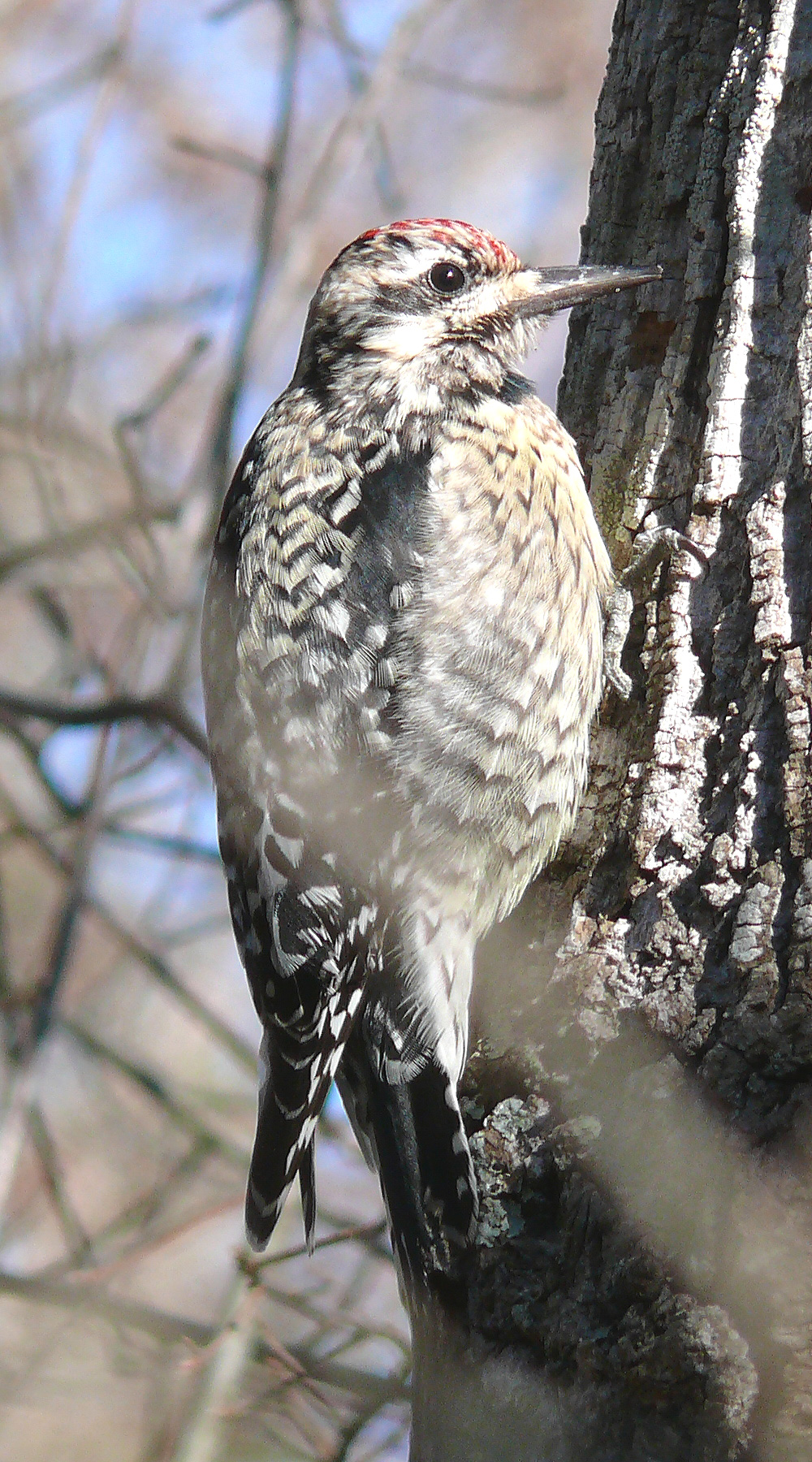
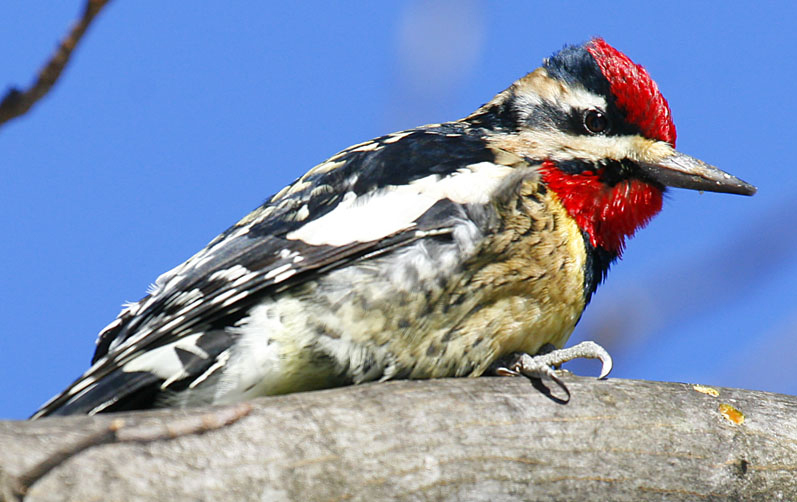
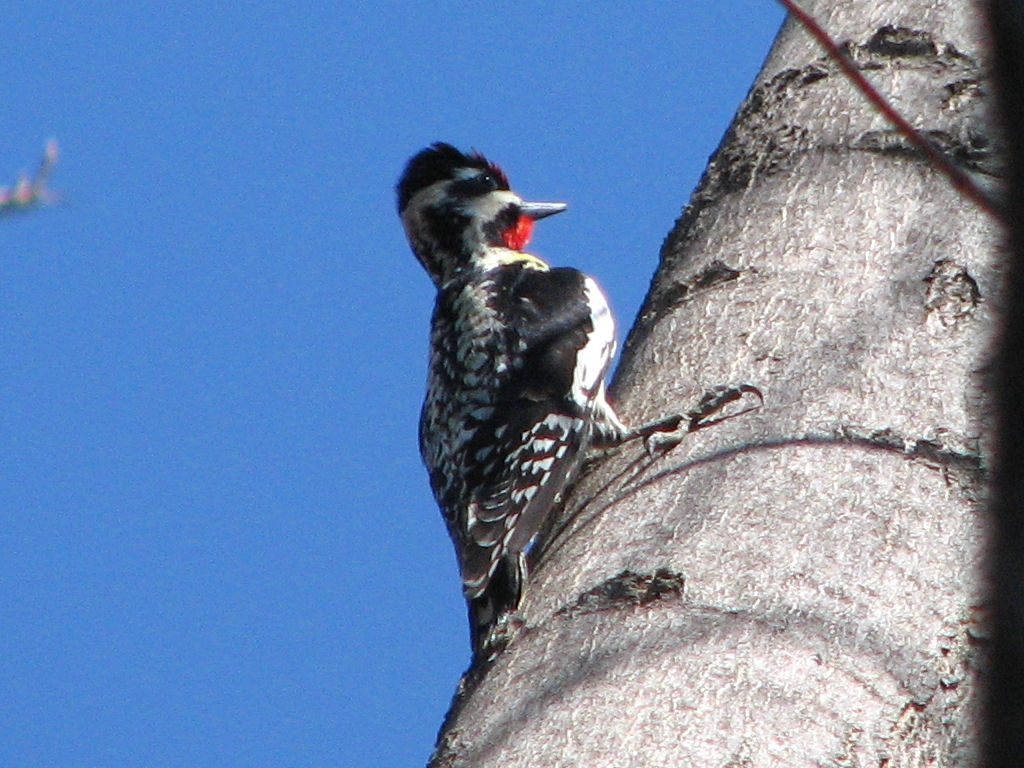
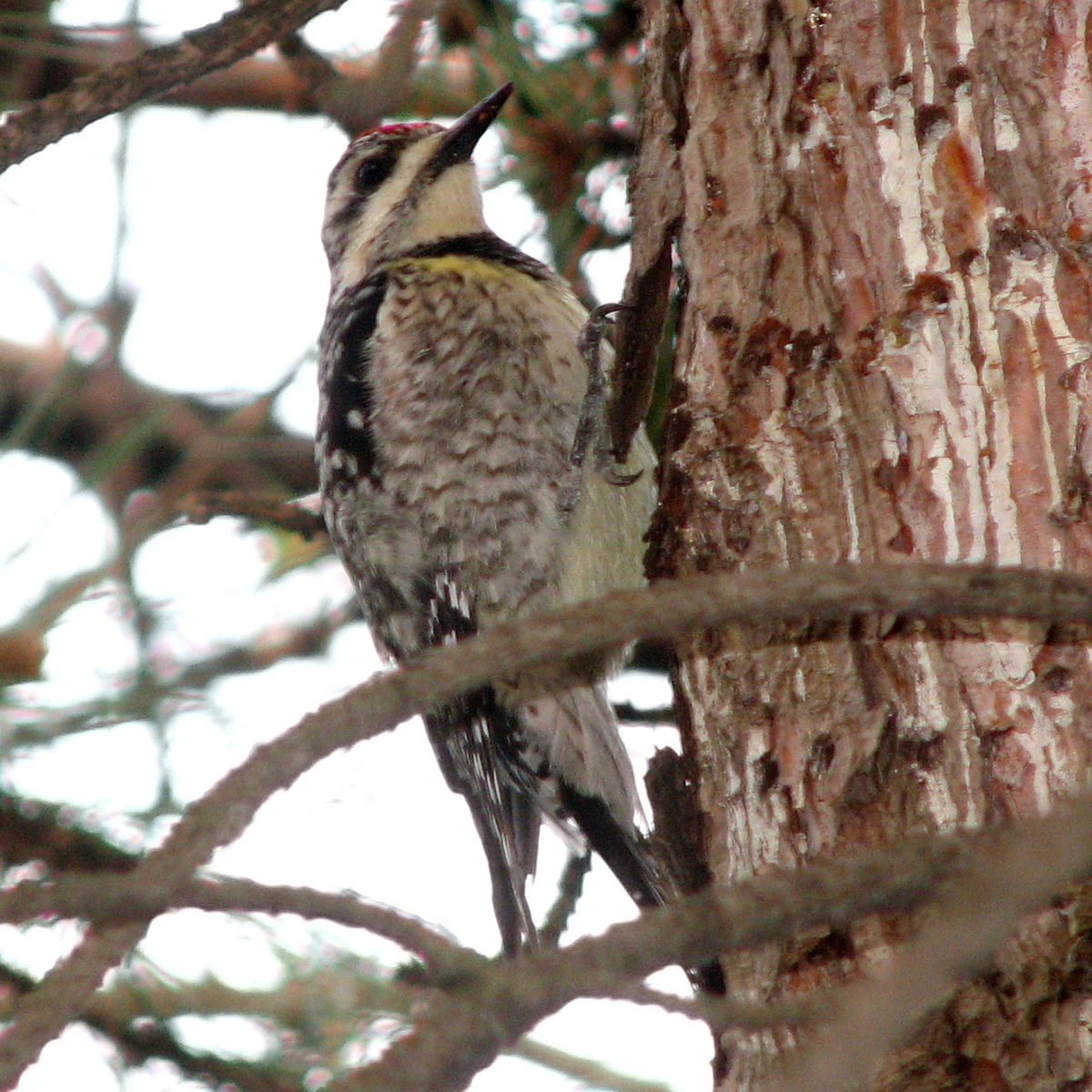